# William Salem
William Salem (Itapetininga, 21 de octubre de 1921 - São Paulo, 10 de junio del 2010) fue un abogadoy político brasileño. Fue presidente de la Cámara Municipal de São Paulo y alcalde de São Paulo brevemente entre febrero y julio de 1955.
Fue diputado federal entre 1963 y 1967 por el estado de São Paulo pero su mandato fue revocado y sus derechos políticos suspendidos durante 10 años mediante el Acto Institucional Número Uno emitido por la junta militar que dio un golpe de Estado.